# 格瑞斯·約翰遜

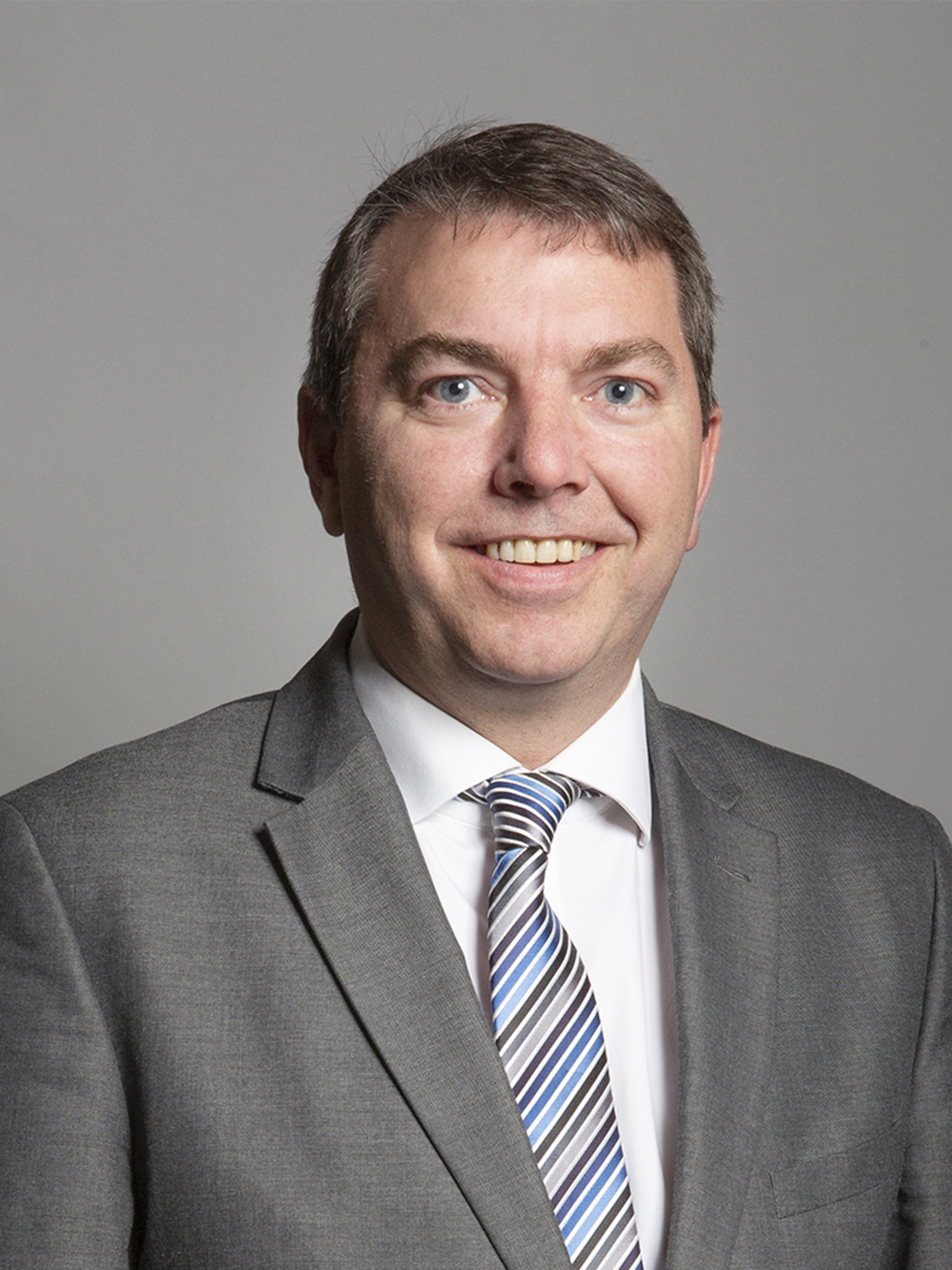

格瑞斯·約翰遜（英語：Gareth Johnson，1969年10月12日—）是一位英格蘭政治人物，他的黨籍是保守黨。自2010年開始，他擔任達特福德選區選出的英國下議院議員。在參政之前他曾是一位律師。他已經結婚並有兩個孩子。2019年1月14日辭去助理黨鞭一職，以示對脫歐協議的不滿。